# Gare de Keisei Tsudanuma
La gare de Keisei Tsudanuma (京成津田沼駅, Keisei-Tsudanuma-eki) est une gare ferroviaire située à Narashino, dans la préfecture de Chiba au Japon. Cette gare est exploitée par les compagnies Keisei et Shin-Keisei.

## Situation ferroviaire
La gare de Keisei Tsudanuma est située au point kilométrique (PK) 29,7 de la ligne principale Keisei. Elle marque le début de la ligne Keisei Chiba et la fin de la ligne Shin-Keisei.

## Histoire
La gare a été inaugurée le 17 juillet 1921 sous le nom de gare de Tsudanuma. La gare est renommée Keisei Tsudanuma en 1931.

## Service des voyageurs

### Accueil
La gare dispose d'un bâtiment voyageurs, avec guichets, ouvert tous les jours.

### Desserte
- Ligne principale Keisei :

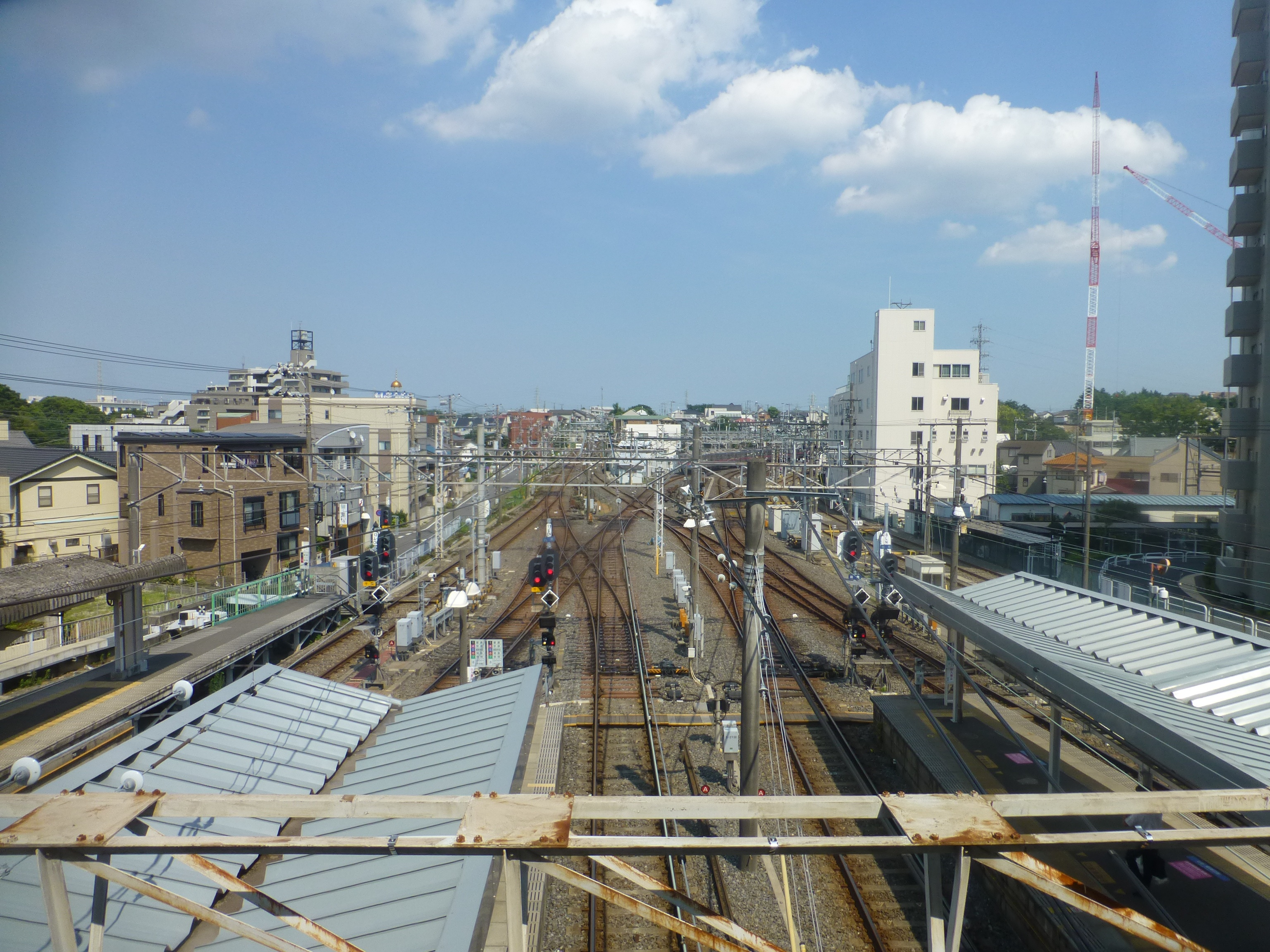
Vue générale des voies

  - voies 1 et 2 : direction Aoto (interconnexion avec la ligne Keisei Oshiage pour Oshiage) et Keisei Ueno
  - voies 3 et 4 : direction aéroport de Narita
- Ligne Keisei Chiba :
  - voies 4 et 5 : direction Keisei Chiba et Chiharadai
- Ligne Shin-Keisei :
  - voies 5 et 6 : direction Matsudo